# Pietro Bartolomeo Cittadella
Pietro Bartolomeo Cittadella (Vicenza, 23 luglio 1636 – Vicenza, 28 dicembre 1704) è stato un pittore italiano della Repubblica di Venezia, attivo nella città natale dove sono conservate moltissime sue opere.

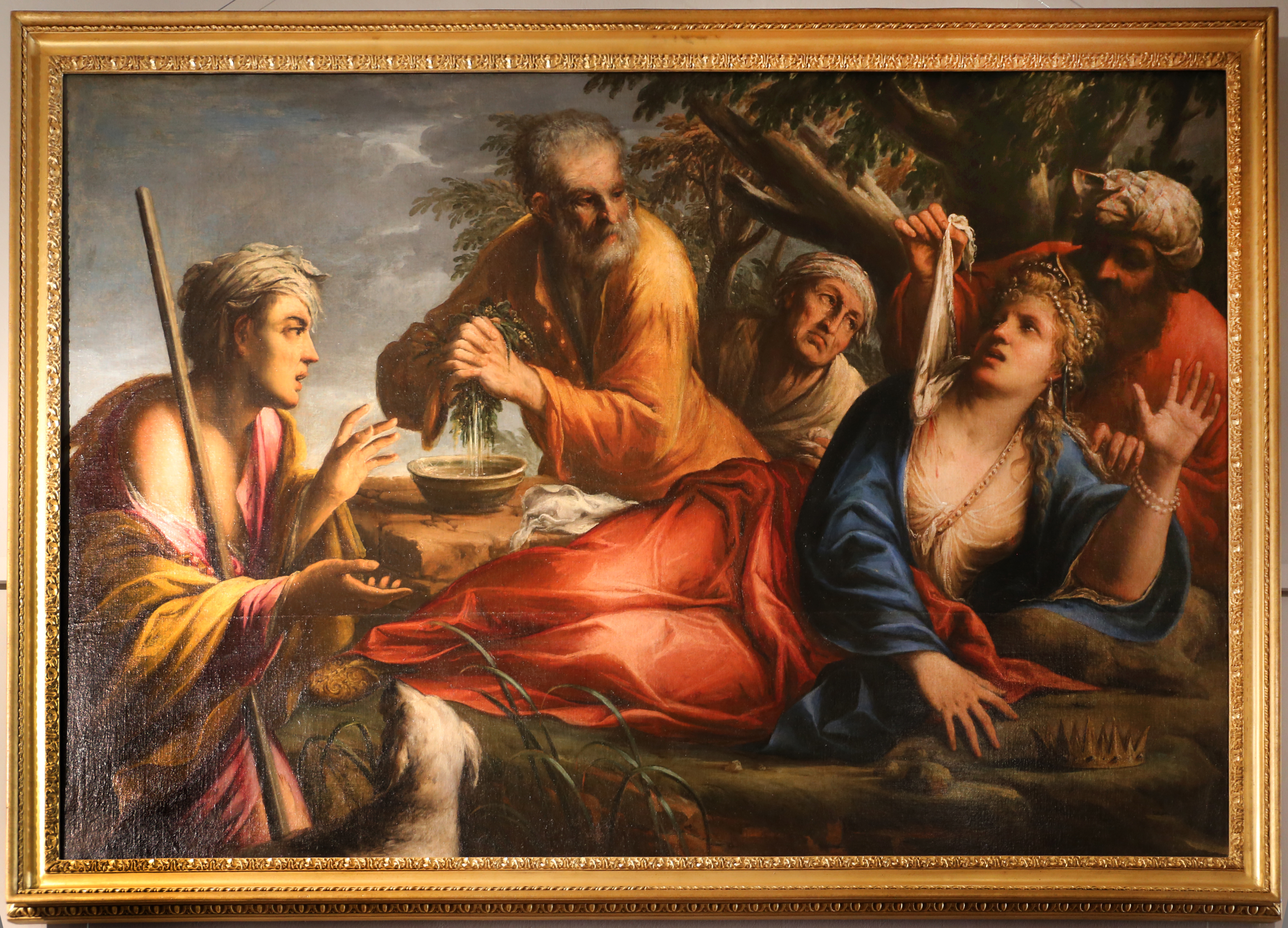
Zenobia accudita dai pastori sulle rive dell'Aras, Museo Fesch, Ajaccio

Pittore della scuola veneta apprese il mestiere assai velocemente. Trasse ispirazione dai lavori di maestri quali Paolo Veronese e Palma il Giovane. Per la chiesa di San Tomaso Cantuariense a Verona realizzò la pala d'altare Santa Maria Maddalena de' Pazzi, oggi sostituita.